# Гаргаццоне
Гаргаццоне, Ґарґаццоне (італ. Gargazzone) — муніципалітет в Італії, у регіоні Трентіно-Альто-Адідже,  провінція Больцано.
Гаргаццоне розташоване на відстані близько 540 км на північ від Рима, 60 км на північ від Тренто, 15 км на північний захід від Больцано.
Населення — 1697 осіб (2014).

## Демографія
Населення за роками:

Станом на 1 січня 2023 року в муніципалітеті офіційно проживало 155 іноземців з 32 країн, серед них 77 громадян країн Євросоюзу та 4 громадяни України.

## Сусідні муніципалітети
- Лана
- Мельтіна
- Наллес
- Посталь
- Терлано
- Тезімо